# Blæst (band)
 For alternative betydninger, se Blæst (flertydig). (Se også artikler, som begynder med Blæst)
Blæst er en dansk popgruppe stiftet af trommeslageren Lauge Kjærulf og bassisten Valentin Buchwald. Kort efter opstarten kom også sangeren Fernanda Rosa og guitaristen Anders Bondo til; så duoen blev til en kvartet.
Fernanda Rosa meddelte dog den 10. oktober 2024, at hun ville forlade bandet. Hun blev 25. marts 2025 erstattet af sangeren Sarah Sophie Malmros.
Bandet har selv beskrevet sin musik som "naiv hverdagspoesi", som man kan danse til. Lyden er inspireret af Tom Misch.

## Historie

### 2019 - 2021: Tidlige år ogVindstille
Lauge Kjærulf og Valentin Buchwald mødte hinanden på musikskolen i Næstved, da de var 8-9 år gamle. Inden Blæst spillede de begge i flere forskellige bands, både sammen og hver for sig. Kjærulf spillede blandt andet i et punk-rockband, og Buchwald producerede elektronisk musik. Ideen til Blæst opstod, fordi de begge følte, at de var kørt fast og gerne ville lave dansksproget popmusik. Kjærulf og Buchwald spillede deres første koncert som Blæst på Elværket i Holbæk den 8. februar 2019.
Sammen begyndte de at lede efter en forsanger, og de hørte første gang om Fernanda Rosa på SoundCloud. Rosa havde lagt sange op fra sit soloprojekt, der imponerede både Kjærulf og Buchwald. Kjærulf og Buchwald mødtes med Rosa på en cafe i København for at tilbyde hende at komme med i bandet. Rosa har fortalt, at hun først var skeptisk, men blev overbevist efter de havde spillet et par gange sammen. Anders Bondo blev også en del af bandet i den periode. Kjærulf kendte Bondo fra et jazz-fusionsband, de begge spillede i, og Buchwald havde gået i gymnasieklasse med Bondo.
Bandets første single "Du gør det bedre" udkom 11. oktober 2019, og den første EP Vindstille udkom 29. maj 2020 med fem sange, begge på pladeselskabet We are suburban.
Den næste single "Kig op fra gulvet" udkom næsten et år efter, 16. april 2021, og er bandets første udgivelse på pladeselskabet Universal Music. Sangen blev også sunget af Lorenzo og Charlo i det første liveshow af X Factor 2022.

### 2022 - 2023: Gennembrud, debut-ep og stress
Blæst fik sit kommercielle gennembrud med singlen "Juice", der udkom 4. februar 2022. Sangen kom i fast rotation på radiokanalerne DR P3 og DR P4. "Juice" vandt P3 Lytterhittet til P3 Guld 2022 og blev den mest spillede sang på radiokanalen samme år.
Bandet spillede i 2022 til opvarmningsdagene på Roskilde Festival og slog publikumsrekorden, da op mod 20.000 gæster overværede koncerten.
Det første album, Stiv Kuling, blev udgivet 30. september 2022 med otte sange. Albummet udkom også på vinyl med sangen "Måske en dag", der ikke er på den digitale udgave. Albummet blev taget godt imod af anmelderne; Gaffa gav det fx fem ud af seks stjerner.
Den 24. februar 2022 annoncerede bandet deres Stiv Kuling-efterårsturné med 27 koncerter i Danmark fra oktober til december 2022. Dagen inden deres første koncert den 20. oktober aflyste bandet imidlertid den første del af turneen på grund af stress. En måned senere offentliggjorde bandet på deres sociale medier, at de havde fået det bedre, men blev nødt til at aflyse hele efterårsturneen.
Den 17. februar 2023 udgav bandet singlen "All In" med en feature fra den danske rapper Lamin, og den 31. marts 2023 havde bandet en uannonceret optræden i finalen af TV 2s underholdningsprogram og sangkonkurrnence X-Factor, hvor de spillede to numre - gennembrudshittet "Juice" og "All In" - sammen med popduoen Sigalaz. Sidstnævnte endte på andenpladsen i konkurrencen.
Den 20. oktober 2023 udgav bandet singlen "Disko i KBH", og den 17. maj året efter fulgte nummeret "Elsker Dig Så Meget".

### 2024 - nu: Debutalbum og ny forsanger
I februar 2024 annoncerede Blæst deres debut-album Dine Venner samt en ny turné i januar og februar 2025. Men den 10. oktober 2024, dagen før albummet udkom, meddelte forsanger Fernanda Rosa, at hun havde besluttet sig for at forlade bandet efter turnéen. Bandet annoncerede dette på deres Instagramprofil, hvor Rosa takkede for de oplevelser, hun havde oplevet som en del af bandet, men at det samtidig var overvældende for hende "at skulle præstere i så stort et omfang, og i så uafbrudt et tempo, som musikbranchen kræver af én for at kunne forblive relevant".
Den 25. marts 2025 annoncerede bandet via deres Instagramprofil at Sarah Sophie Malmros var bandets nye forsanger. Malmros havde før optrådt solo under kunstnernavnet Saso. De tre stiftende bandmedlemmer - Buchwald, Kjærulf og Bondo - fortalte ved samme lejlighed, at de også havde overvejet helt at stoppe som band, inden Malmros meldte sig på banen som ny forsanger.
Første singleudspil "Vi Ku' Gå Hele Vejen" med Malmros som forsanger udkom 28. marts 2025. Samme dag kunne musikmagasinet Gaffa afsløre, at Blæst havde skrevet kontrakt med den genopståede Midtfyns Festival om et festivaljob.

## Bandnavn
Bandets navn stammer fra en liste over fjollede bandnavne, Kjærulf og Buchwald havde skrevet sammen, mens de var på Roskilde Festival.
Bandnavnet kan udtales både med hårdt og blødt tryk på æ.

## Diskografi

### Album og EP
| Titel                                                                      | Albumdetaljer                                            | Højeste placering | Certificering |
| Titel                                                                      | Albumdetaljer                                            | Danmark           | Certificering |
| -------------------------------------------------------------------------- | -------------------------------------------------------- | ----------------- | ------------- |
| Vindstille (EP)                                                            | - Udgivet: 29. maj 2020 - Selskab: Universal Group Music | —                 |               |
| Stiv kuling (EP)                                                           | - Udgivet: 30. september 2022 - Selskab: We are suburban | 4                 | Guld          |
| Dine venner                                                                | - Udgivet: 11. oktober 2024 - Selskab: Universal Music   | —                 |               |
| "—" markerer en udgivelse, hvor der ikke er registreret hitlisteplacering. |                                                          |                   |               |

### Singler
| Titel                         | Detaljer                                                  | Sangskriver | Producer                                     | Certificering |
| ----------------------------- | --------------------------------------------------------- | --- | -------------------------------------------- | ------------- |
| "Elsker Dig Så Meget"         | Udgivet: 17. maj 2024 Pladeselskab: Universal Music       | Fernanda Rosa Valentin Buchwald Lauge Kjærulf Anders Bondo Andreas Odbjerg Ole Bjørn Heiring Sørensen Daniel Scheffmann              | Daniel Scheffmann Ole Bjørn Heiring Sørensen |               |
| "Disko i KBH"                 | Udgivet: 20. oktober 2023 Pladeselskab: Universal Music   | Fernanda Rosa Valentin Buchwald Lauge Kjærulf Anders Bondo Jesper Nohrstedt                                                          | Fridolin Nordsø Frederik Nordsø              |               |
| "Videre"                      | Udgivet: 16. juni 2023 Pladeselskab: Universal Music      | Anders Bondo Celine Svänback Fernanda Rosa Lauge Kjærulf Samuel Ledet Valentin Buchwald                                              | Samuel Ledet Valentin Buchwald               |               |
| "All In" (feat. Lamin)        | Udgivet: 17. februar 2023 Pladeselskab: Universal Music   | Anders Bondo Anton Westerlin Fernanda Rosa Jesper Nohrstedt Lamin Lauge Kjærulf Valentin Buchwald                                    | Anton Westerlin Valentin Buchwald            |               |
| "Sover du nu"                 | Udgivet: 22. september 2022 Pladeselskab: Universal Music | Anders Bondo Bastian Bertelsen Fernanda Rosa Ida Skriver Olesen Lauge Kjærulf Samuel Ledet Valentin Buchwald                         | Valentin Buchwald                            |               |
| "Lad mig gå"                  | Udgivet: 19. august 2022 Pladeselskab: Universal Music    | Anders Bondo Bastian Bertelsen Emil Falk Fernanda Rosa Lauge Kjærulf Samuel Ledet Valentin Buchwald                                  | Emil Falk                                    |               |
| "Juice"                       | Udgivet: 4. februar 2022 Pladeselskab: Universal Music    | Anders Bondo Bastian Bertelsen Fernanda Rosa Lauge Kjærulf Samuel Ledet Valentin Buchwald                                            | Samuel Ledet Valentin Buchwald               | ifpi: Platin  |
| "Ego"                         | Udgivet: 27. august 2021 Pladeselskab: Universal Music    | Anders Bondo Bastian Bertelsen Fernanda Rosa Jeppe Federspiel Jesper Nohrstedt Lauge Kjærulf Medina Rasmus Stabell Valentin Buchwald | Mads Dyrst Pitchshifters Valentin Buchwald   |               |
| "Kig op fra gulvet"           | Udgivet: 16. april 2021 Pladeselskab: Universal Music     | Alex P. Knudsen Anders Bondo Bastian Bertelsen Fernanda Rosa Lauge Kjærulf Valentin Buchwald                                         | Valentin Buchwald                            |               |
| "Du gør det bedre" (Akustisk) | Udgivet: 1. maj 2020 Pladeselskab: We are suburban        | Lauge Kjærulf Lea Dyreborg Wagner Valentin Buchwald                                                                                  | Lauge Kjærulf Valentin Buchwald              |               |
| "Gemmeleg" (X Dusin)          | Udgivet: 3. april 2020 Pladeselskab: We are suburban      | Anders Bondo Fernanda Rosa Jesper Nohrstedt Lauge Kjærulf Lea Dyreborg Wagner Valentin Buchwald                                      | Lauge Kjærulf Søren Lausen Valentin Buchwald |               |
| "Androkles"                   | Udgivet: 21. februar 2020 Pladeselskab: We are suburban   | Anders Bondo Fernanda Rosa Lauge Kjærulf Lea Dyreborg Wagner Valentin Buchwald                                                       | Lauge Kjærulf Valentin Buchwald              |               |
| "Dine hænder"                 | Udgivet: 15. november 2019 Pladeselskab: We are suburban  | Fernanda Rosa Lauge Kjærulf Valentin Buchwald                                                                                        | Lauge Kjærulf Valentin Buchwald              |               |
| "Du gør det bedre"            | Udgivet: 11. oktober 2019 Pladeselskab: We are suburban   | Lauge Kjærulf Lea Dyreborg Wagner Valentin Buchwald                                                                                  | Lauge Kjærulf Valentin Buchwald              |               |